# لينسك

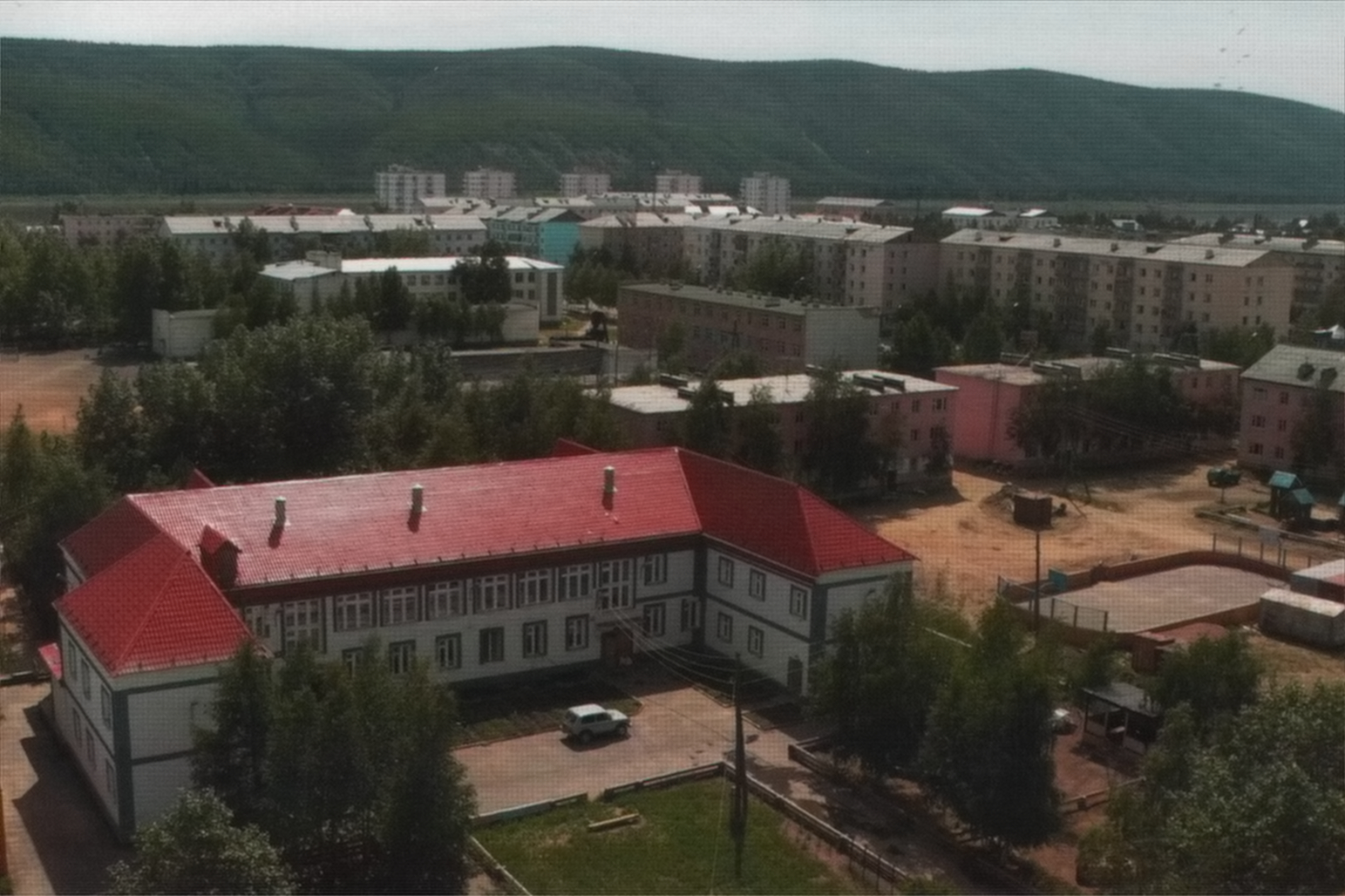
Ленск, 2007

لينسك (بالروسية: Ленск) هي إحدى مدن روسيا في الكيان الفدرالي الروسي ياقوتيا.

## المناخ
يظهر الجدول التالي التغييرات المناخية على مدار السنة للينسك:
| البيانات المناخية لـلينسك          | البيانات المناخية لـلينسك | البيانات المناخية لـلينسك | البيانات المناخية لـلينسك | البيانات المناخية لـلينسك | البيانات المناخية لـلينسك | البيانات المناخية لـلينسك | البيانات المناخية لـلينسك | البيانات المناخية لـلينسك | البيانات المناخية لـلينسك | البيانات المناخية لـلينسك | البيانات المناخية لـلينسك | البيانات المناخية لـلينسك | البيانات المناخية لـلينسك |
| الشهر                              | يناير                     | فبراير                    | مارس                      | أبريل                     | مايو                      | يونيو                     | يوليو                     | أغسطس                     | سبتمبر                    | أكتوبر                    | نوفمبر                    | ديسمبر                    | المعدل السنوي             |
| ---------------------------------- | ------------------------- | ------------------------- | ------------------------- | ------------------------- | ------------------------- | ------------------------- | ------------------------- | ------------------------- | ------------------------- | ------------------------- | ------------------------- | ------------------------- | ------------------------- |
| الدرجة القصوى °م (°ف)              | −0.1 (31.8)               | 2.2 (36.0)                | 12.6 (54.7)               | 18.9 (66.0)               | 33.0 (91.4)               | 39.0 (102.2)              | 37.3 (99.1)               | 36.3 (97.3)               | 27.2 (81.0)               | 17.2 (63.0)               | 8.0 (46.4)                | 4.7 (40.5)                | 39.0 (102.2)              |
| متوسط درجة الحرارة الكبرى °م (°ف)  | −25.3 (−13.5)             | −20.3 (−4.5)              | −8.4 (16.9)               | 2.2 (36.0)                | 11.6 (52.9)               | 21.1 (70.0)               | 23.9 (75.0)               | 20.1 (68.2)               | 11.1 (52.0)               | −1.5 (29.3)               | −15.6 (3.9)               | −24.1 (−11.4)             | −0.4 (31.2)               |
| المتوسط اليومي °م (°ف)             | −29 (−20)                 | −25.6 (−14.1)             | −15.4 (4.3)               | −3.6 (25.5)               | 6.1 (43.0)                | 14.7 (58.5)               | 17.7 (63.9)               | 14.0 (57.2)               | 5.8 (42.4)                | −5.3 (22.5)               | −19.5 (−3.1)              | −27.9 (−18.2)             | −5.7 (21.8)               |
| متوسط درجة الحرارة الصغرى °م (°ف)  | −34.1 (−29.4)             | −32.2 (−26.0)             | −24.3 (−11.7)             | −11.9 (10.6)              | −1.1 (30.0)               | 6.7 (44.1)                | 10.0 (50.0)               | 7.1 (44.8)                | 0.3 (32.5)                | −10.2 (13.6)              | −24.9 (−12.8)             | −32.8 (−27.0)             | −12.3 (9.9)               |
| أدنى درجة حرارة °م (°ف)            | −55.8 (−68.4)             | −56.1 (−69.0)             | −47.2 (−53.0)             | −37.8 (−36.0)             | −15 (5)                   | −5.9 (21.4)               | −3 (27)                   | −5.5 (22.1)               | −12.8 (9.0)               | −32.8 (−27.0)             | −48.9 (−56.0)             | −56.1 (−69.0)             | −56.1 (−69.0)             |
| الهطول مم (إنش)                    | 24.9 (0.98)               | 23.3 (0.92)               | 17.9 (0.70)               | 34.2 (1.35)               | 42.6 (1.68)               | 69.7 (2.74)               | 50.3 (1.98)               | 59.3 (2.33)               | 65.0 (2.56)               | 43.0 (1.69)               | 38.2 (1.50)               | 24.8 (0.98)               | 493.2 (19.41)             |
| المصدر: climatebase.ru (1948-2011) |                           |                           |                           |                           |                           |                           |                           |                           |                           |                           |                           |                           |                           |